# Coladeira

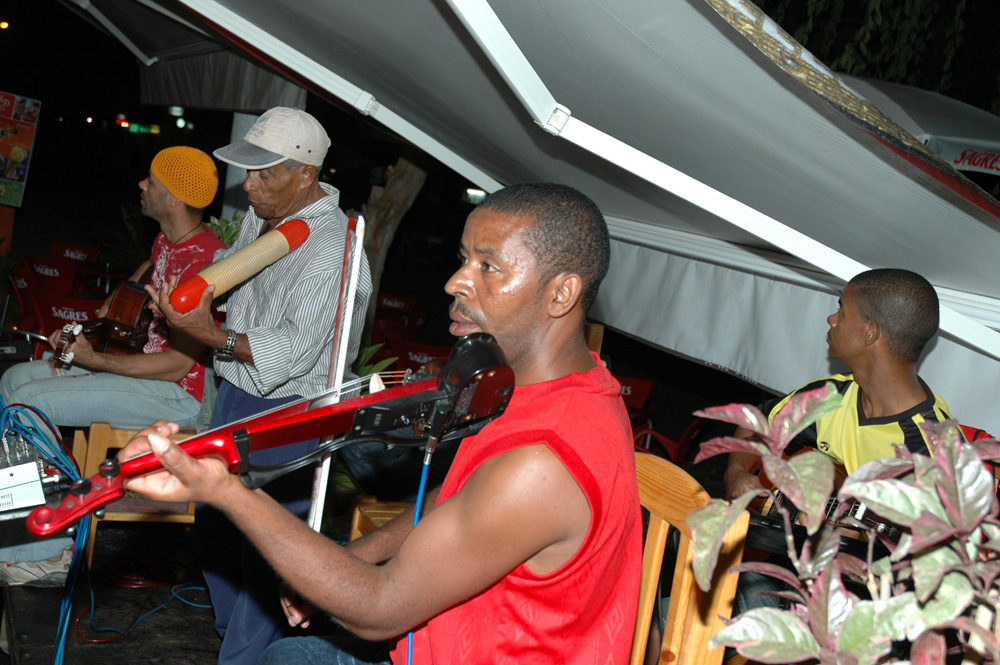
Groupe jouant de la morna

La coladeira est un genre de musique du Cap-Vert, apparue dans les années 1930 à São Vicente. Version accélérée et dansante de la morna, la coladeira de São Vicente, genre très populaire de l’archipel, est jouée dans les années 1950 sous forme acoustique par des compositeurs tels que Frank Cavaquinho, Manuel Da Novas et Gregorio Gonçalves alias « Goy ».

## Genre musical
En rupture avec les thèmes mélodramatiques de la morna, les paroles abordent avec dérision et sarcasme des sujets modernes et d'actualités.
La coladeira se caractérise par un tempo variable.

### Danse
La coladeira est utilisée au Cap Vert pour danser la passada (kizomba). C'est une danse de salon qui se danse à deux, originaire d'Angola.

## Exemples

### Coladeira
- Saud interprété par Nancy Vieira dans l'album Segred (HM Música, Lisbonne, 2004)
- Tchapeu di padja de Jorge Barbosa, interprété par Simentera dans l'album Cabo Verde em serenata (Mélodie, Paris, 2000)
- Carnaval d’intentaçõ de Tony Marques, interprété par Mité Costa et Djosinha dans l'album Cabo Verde canta CPLP (Lisbonne)
- Teresinha de Ti Goi, interprété par Bana (Discos Monte Cara)
- C’mê catchorr’ de Manuel de Novas, interprété par Manecas Matos
- Bêju cu jêtu de René Cabral, interprété par Cabral & Cabo Verde Show dans l'album Bêju cu jêtu (Syllart)
- Paródia familiar d'Alcides Spencer Brito, interprété par Ildo Lobo dans l'album Incondicional (Lusáfrica, Paris, 2004)

### Slow coladeira
- Curral ca tem capód’, interprété par Djalunga dans l'album Amor fingido (Lusárica, Paris, 2000)
- Sodade de Armando Zeferino Soares, interprété par Cesária Évora dans l'album Miss Perfumado (Lusáfrica, Paris, 1992)
- Cabo Verde, poema tropical de Miquinha, interprété par Paulino Vieira dans l'album Cabo Verde, Poema tropical from Quirino do Canto (1985)
- Nha Codê de Pedro Cardoso, interprété par Simentera dans l'album Raiz (Mélodie, Paris, 1995)
- Apocalipse de Manuel de Novas, interprété par Dudú Araújo dans l'album Nha visão (Sons d’África)

### Cabo-love
- Rosinha de Jorge Neto, interprété par Livity dans l'album Harmonia
- Si m’ sabeba de Beto Dias, interprété par Beto Dias
- Bye-bye, my love de Gil Semedo, interprété par Gil & The Perfects dans l'album Separadu (GIVA,1993)
- Tudu ta fica de Djoy Delgado, interprété par Unimusicabo dans l'album Help Fogo (MESA Pro, 1995)
- Tudu pa bô de Suzanna Lubrano, interprété par Suzanna Lubrano dans l'album Tudu pa bô (2003)